# Bezručovy sady
Bezručovy sady je název parku na Vinohradech v Praze 10. Park se rozkládá ve svahu mezi Francouzskou a Slovenskou ulicí. Do roku 2016 byla rozloha sadů více než dvojnásobná a sady se nacházely na území dvou pražských částí, Prahy 2 a Prahy 10. Horní, severnější část patřící do správy Prahy 2 se v roce 2016 oddělila a dostala název sady Bratří Čapků. Části patřící Praze 10 zůstal název Bezručovy sady.

## Historie a popis
Původní sady v těchto místech vznikaly na přelomu 19. a 20. století. V roce 1928 byly pojmenovány po básníkovi Petru Bezručovi, jehož bronzová busta od Jaroslavy Lukešové z roku 1967 stávala v horní části parku při ulici U Vodárny.
Nynější Bezručovy sady jsou jižnější, podlouhlá část parku původního, která je ve svahu mezi ulicí Slovenskou a prudčeji klesající Francouzskou. V západním cípu parku je workout hřiště a dětské hřiště, v severovýchodním cípu je areál sportovní haly Bohemians. 

## Galerie

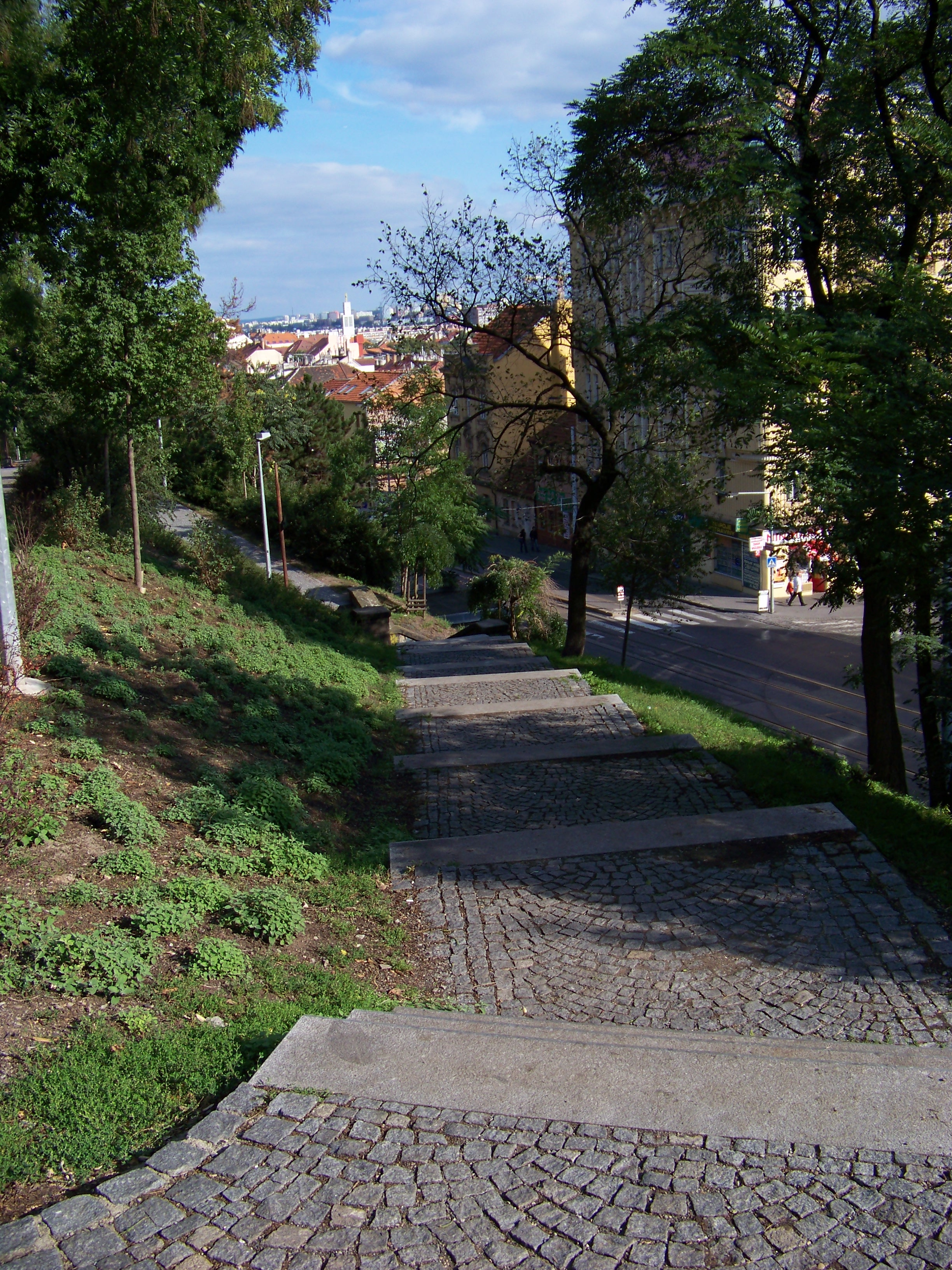
Schody nad Francouzskou ulicí
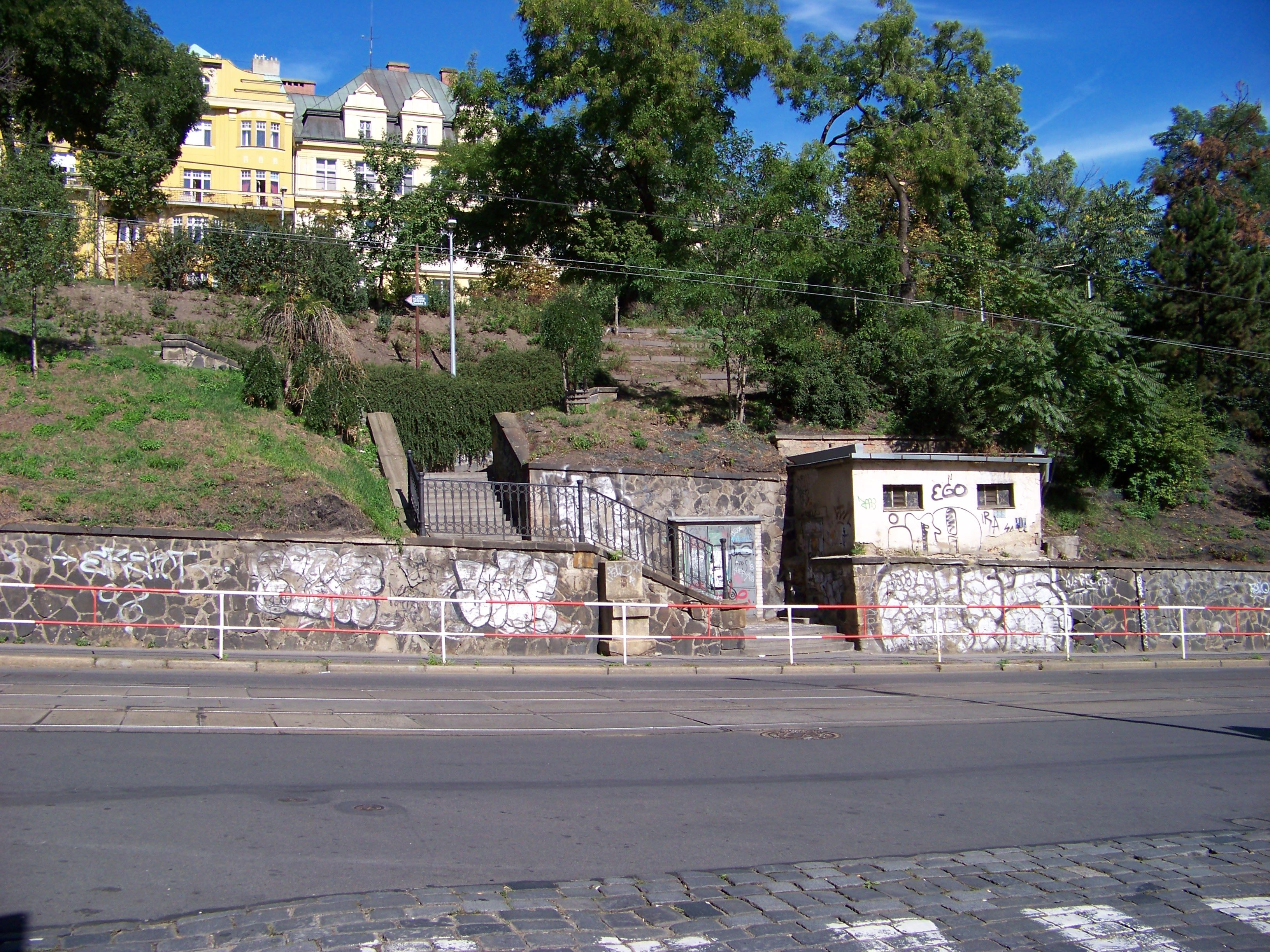
Část ve svahu nad Francouzskou